# Tywardreath and Par
Tywardreath and Par is een civil parish in het Engelse graafschap Cornwall.